# Departamento Juan Bautista Alberdi
Das Departamento Juan Bautista Alberdi liegt im Südwesten der Provinz Tucumán im Nordwesten Argentiniens und ist eine von 17 Verwaltungseinheiten der Provinz. Es grenzt im Norden an das Departamento Río Chico, im Osten an das Departamento Graneros, im Süden an das Departamento La Cocha und im Westen an die Provinz Catamarca. Departamento und Hauptstadt wurden nach dem Politiker, Juristen und Schriftsteller aus Tucumán, Juan Bautista Alberdi, benannt.

## Bevölkerung
Laut letzter Volkszählung hatte das Departamento 28.206 Einwohner (INDEC, 2001). Eine aktualisierte Schätzung des INDEC aus dem Jahre 2005 weist ihm 29.729 Einwohner zu.

## Städte und Gemeinden
Das Departamento Juan Bautista Alberdi ist in folgende Gemeinden eingeteilt:
- Escaba
- Juan B. Alberdi
- Villa Belgrano

## Wirtschaft und Tourismus
Die Ruta Provincial 308 verbindet die Hauptstadt des Departamento Ciudad Alberdi mit dem Stausee Escaba, der touristischen Hauptattraktion des Departamento. Hier lebt eine der größten Fledermauskolonien des amerikanischen Kontinents. Der Stausee dient auch der Stromerzeugung und der Staudamm vom Typ Ambursen gehört zu den höchsten der Welt.
Koordinaten: 27° 36′ S, 65° 42′ W